# Sceloporus cozumelae
Sceloporus cozumelae là một loài thằn lằn trong họ Phrynosomatidae. Loài này được Jones mô tả khoa học đầu tiên năm 1927.